# Talunkulon
Talunkulon is een bestuurslaag in het regentschap Tulungagung van de provincie Oost-Java, Indonesië. Talunkulon telt 2827 inwoners (volkstelling 2010).